# Omoplatica
Omoplatica là một chi bướm đêm thuộc họ Geometridae.